# Kirche Schwamendingen (Zürich)

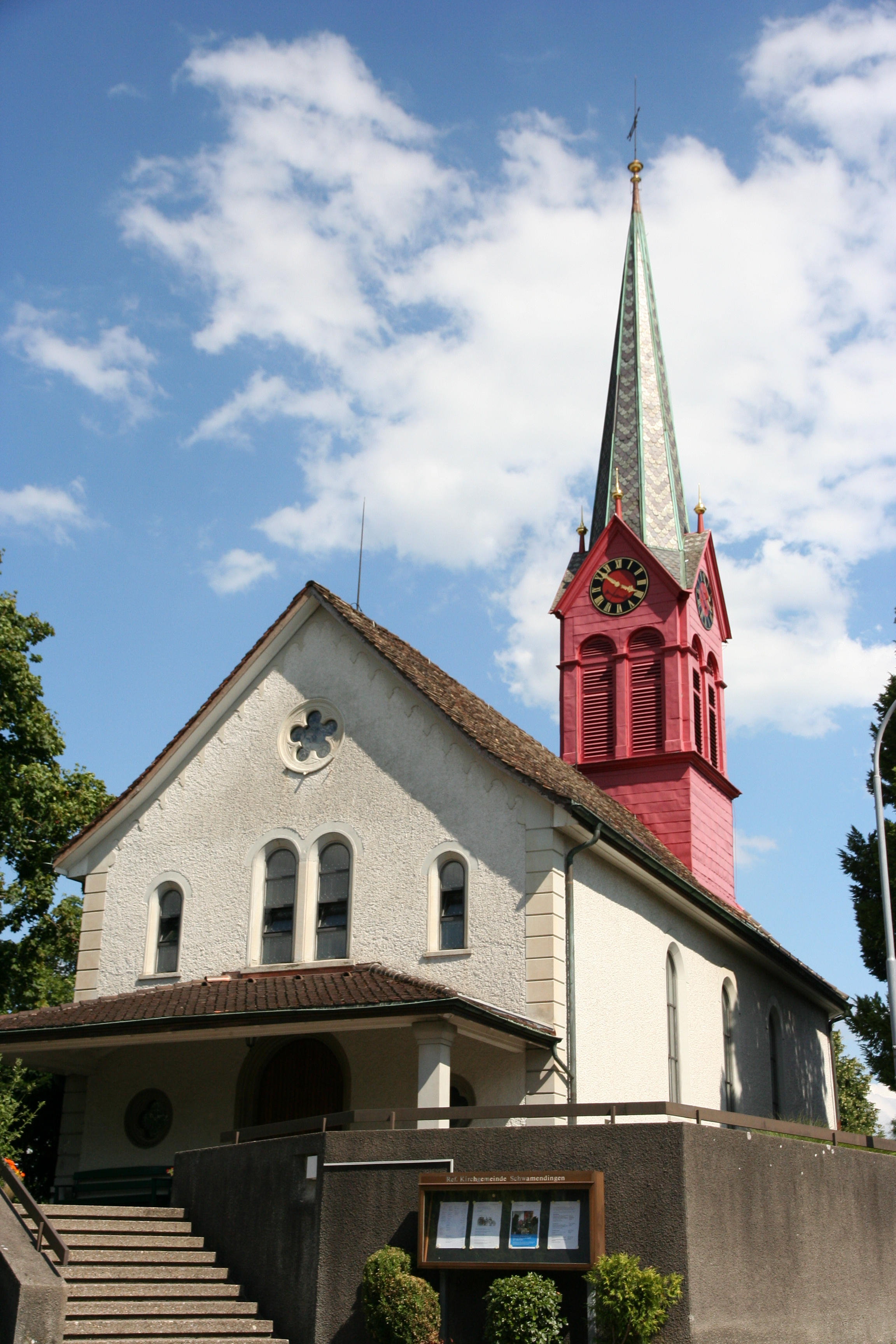
Kirche Schwamendingen

Die Kirche Schwamendingen (auch St. Niklauskirche) ist eine evangelisch-reformierte Kirche in der Stadt Zürich. Sie steht zwischen der Stettbach- und der Dübendorfstrasse unweit des Schwamendingerplatzes im Zentrum des gleichnamigen Quartiers Schwamendingen.

## Geschichte
Im Jahr 1270 wurde erstmals eine dem Hl. Nikolaus von Myra geweihte Kapelle des Grossmünsters in Schwamendingen erwähnt. Weil diese im 17. Jahrhundert baufällig geworden war, wurde sie durch die heutige Kirche im Jahr 1674 ersetzt. 1760 erfolgten die Errichtung des steinernen Vorbaus im Westen sowie die Renovation des Dachreiters. Im Jahr 1885 wurde die Kirche durch Baumeister Kuhn, Oberstrass vollständig renoviert, mit neuen Glocken versehen der Dachreiter um sieben Meter erhöht. 1924–1925 erfolgte eine Aussen- und Innenrenovation sowie eine Verstärkung des durch die Erhöhung zu schwer gewordenen Dachreiters. 1925 wurde auch die erste Orgel der Kirche eingebaut, diese stand im Chor der Kirche. 1976 wurde die Kirche durch Architekt Heinz Hess erneut renoviert. Hierbei wurde die erste Orgel im Chor entfernt, die grosse, alte Empore durch eine kleine für die neue Orgel ersetzt. Die St. Niklauskirche steht seit 1975 unter Denkmalschutz. Aus dem 1246 erstmals urkundlich erwähnten Kirchhof ist im 20. Jahrhundert der Quartierfriedhof Schwamendingen gegenüber der Kirche hervorgegangen.

## Baubeschreibung

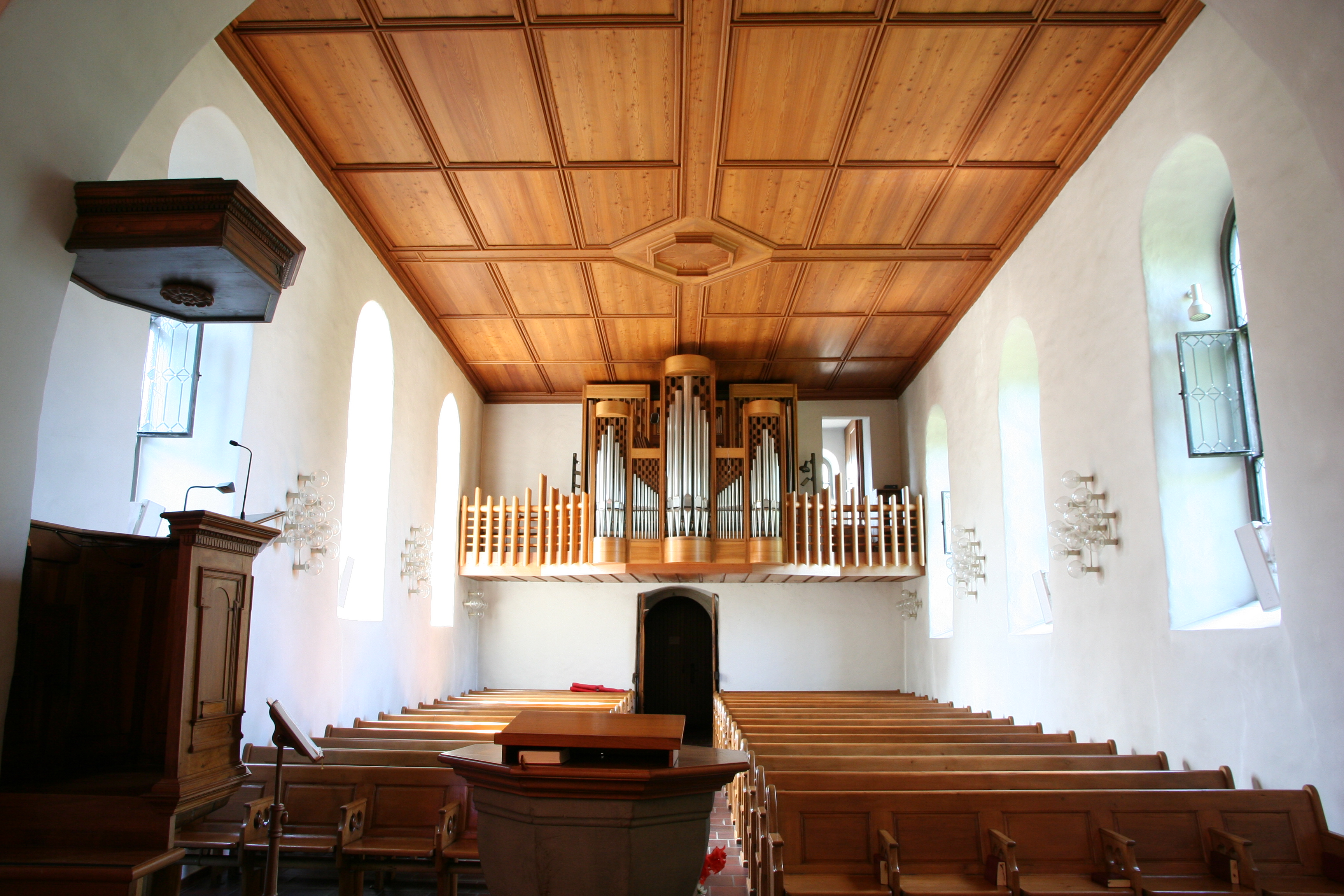
Innenansicht

Die Kirche Schwamendingen ist eine schlichte, ursprünglich im gotischen Stil errichtete Dorfkirche, die mit ihrem längsrechteckigen Schiff und polygonalem Chorabschluss verwandt ist mit den anderen einstigen Dorfkirchen in der Stadt Zürich, so z. B. die Alte Kirche Seebach oder die Kirche Unterdorf in Affoltern. Im Lauf der Zeit erfuhr die Kirche Schwamendingen einige bauliche Veränderungen, welche sie von den anderen Dorfkirchen der Region abheben. Besonders der hohe Dachreiter von 1890, der im Vergleich zum restlichen Baukörper überdimensioniert wirkt, verleiht der Kirche charakteristisches Erscheinungsbild. Zusammen mit dem Kirchgemeindehaus und dem Kehlhof bildet die leicht erhöhte und von einer Stützmauer umgebene Kirche ein städtebauliches Ensemble, das an den früheren dörflichen Charakter von Schwamendingen erinnert. Die Kirche ist geostet und wird vom einstigen Kirchhof umgeben. Durch den steinernen Vorbau von 1760 gelangt der Besucher ins Innere der Kirche. Das Langhaus und der Chor sind durch einen Chorbogen sichtbar voneinander abgetrennt. Regelmässig angeordnete Rundbogenfenster rhythmisieren das Langhaus, das durch eine flache Holzdecke aus Lärchenholz abgeschlossen wird. Ältere Ausstattungselemente sind der Taufstein von 1602 und die Kanzel von 1658. Die modernen Buntglasfenster im Chor thematisieren Glaube, Liebe und Hoffnung. Sie wurden von Nell Gattiker entworfen und von Willy Kaufmann ausgeführt. Die Orgel auf der 1976 neu errichteten Empore rundet die Ausstattung der Kirche ab.

## Orgel

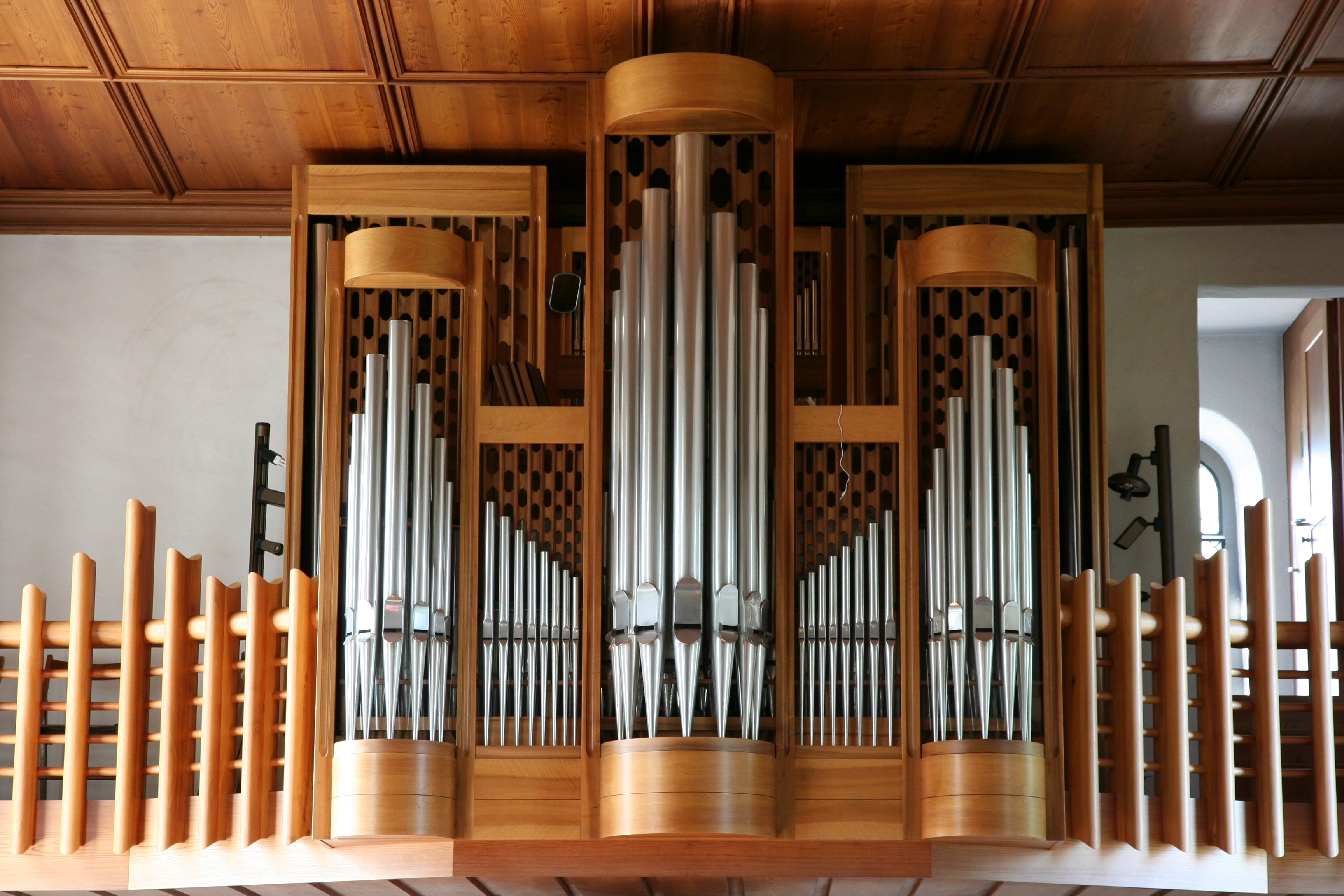
Ebell-Orgel von 1976

1924 erhielt die Kirche Schwamendingen ihre erste Orgel. Es handelte sich um eine pneumatische Taschenladenorgel, welche durch Carl Theodor Kuhn, Männedorf, errichtet wurde. Das Instrument besass 14 klingende Register, sechs Transmissionen, vier Verlängerungen und ein Auszug auf zwei Manualen und Pedal. Bei der Gesamterneuerung der Kirche im Jahr 1976 ersetzte eine neue, mechanische Orgel das erste Instrument. Erbaut wurde die neue Orgel durch Peter Ebell, Kappel am Albis. Er stattete die Orgel mit 16 Registern auf zwei Manualen samt Pedal aus.
| I Hauptwerk C–g3 |       |
| Principal        | 8′    |
| Rohrflöte        | 8′    |
| Octave           | 4′    |
| Quinte           | 2/3′  |
| Waldflöte        | 2′    |
| Terz             | 13/5′ |
| Mixtur V         | 1/3′  |
| Dulcian          | 8′    |

| II Oberwerk C–g3 |      |
| Holzgedackt      | 8′   |
| Blockflöte       | 4′   |
| Principal        | 2′   |
| Quinte           | 1/3′ |
| Dulcian          | 8′   |

| Pedal C–f1 |     |
| Subbass    | 16′ |
| Principal  | 8′  |
| Octave     | 4′  |

- Koppeln: II/I, I/P, II/P
- Tremulant auf alle Werke wirkend